# Крутые Горки (Владимирская область)
Круты́е Го́рки — деревня в Вязниковском районе Владимирской области России. Входит в состав Октябрьского сельского поселения.

## География
Деревня расположена около 3 километров от Большевысоково.

## История
В конце XIX — первой четверти XX века деревня называлась Голобоково и входила в состав Воскресенской волости Судогодского уезда, с 1926 года — в составе Вязниковского уезда. В 1859 году в деревне числилось 6 дворов, в 1905 году — 8 дворов, в 1926 году — 15 дворов.
С 1929 года деревня входила в состав Абросимовского сельсовета Вязниковского района, с 1935 года — в составе Больше-Высоковского сельсовета Никологорского района, с 1963 года — в составе Вязниковского района, с 2005 года — в составе Октябрьского сельского поселения.
В 1966 году деревня Голобоково переименована в деревню Крутые Горки.

## Население
| 1859 | 1905 | 1926 | 2002 | 2010 | 2021 |
| ---- | ---- | ---- | ---- | ---- | ---- |
| 130  | ↘118 | ↗190 | ↗336 | ↘265 | ↘220 |